# Zamek w Stoszowicach
Zamek w Stoszowicach (niem. Schloss Peterwitz) – zabytkowy zamek położony we wsi Stoszowice w województwie dolnośląskim.

## Historia
W 1249 roku wymieniono Petra Stosso, który był właścicielem dworu obronnego. Obecny zamek, powstał zapewne w miejscu wcześniejszego założenia obronnego, około 1600 roku. Zbudowano wtedy wokół dziedzińca trzy skrzydła na planie litery U. W XVII wieku dobudowano mur kurtynowy z bramą wjazdową i rozbudowano jeden z budynków. Całość założenia otoczono murem obronnym na planie pięcioboku.  
Zamek wyremontowano w latach 1806-1815. W latach 1820–1945 właścicielami zamku była rodzina von Strachwitz. W latach 1879 - 1882 rodzina ta przeprowadziła przebudowę.  
Obiekt był otoczony umocnieniami ziemnymi, których resztki zachowały się w otoczeniu do czasów współczesnych. Zachował się także fragmentarycznie mur obronny otaczający dawniej całe założenie.
Po 1945 roku mieścił się w zamku Państwowy Ośrodek Hodowli Zarodkowej. Został odnowiony w latach 1963–1966 i 1982-1983. Obecnie jest własnością Krajowego Ośrodka Wsparcia Rolnictwa.

## Galeria

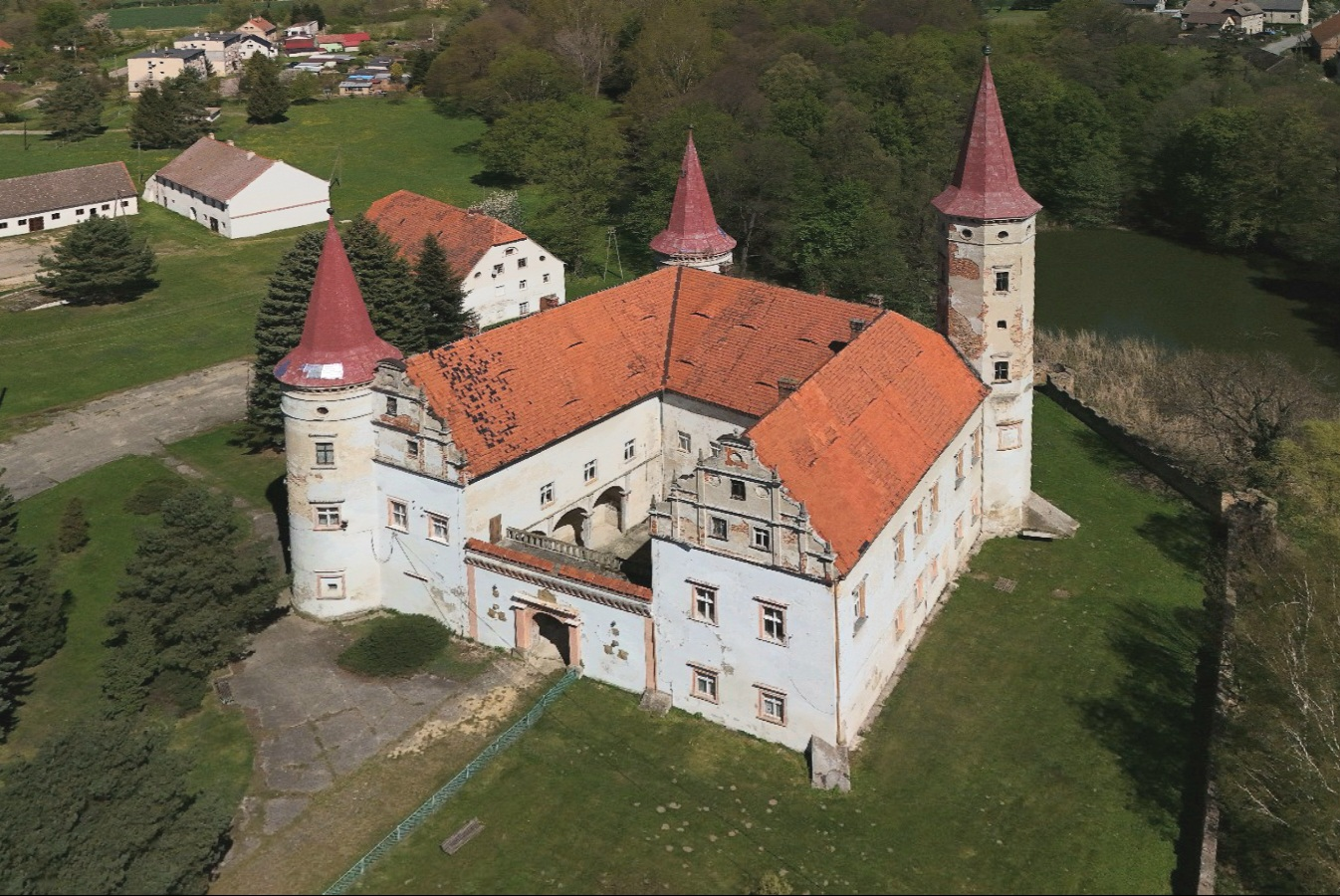
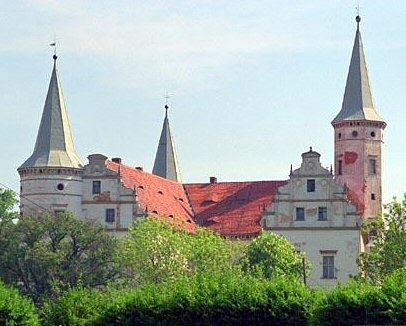
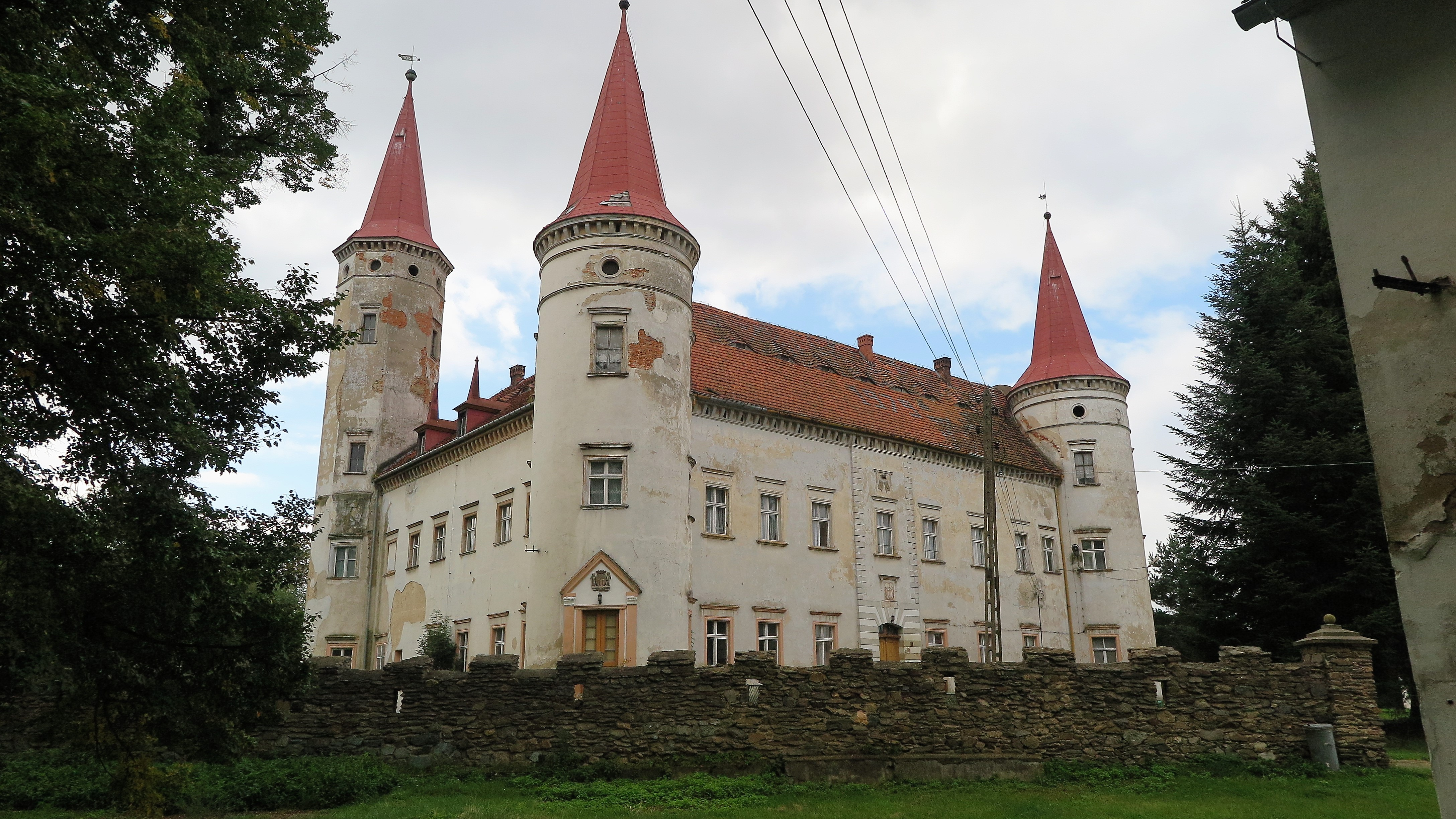
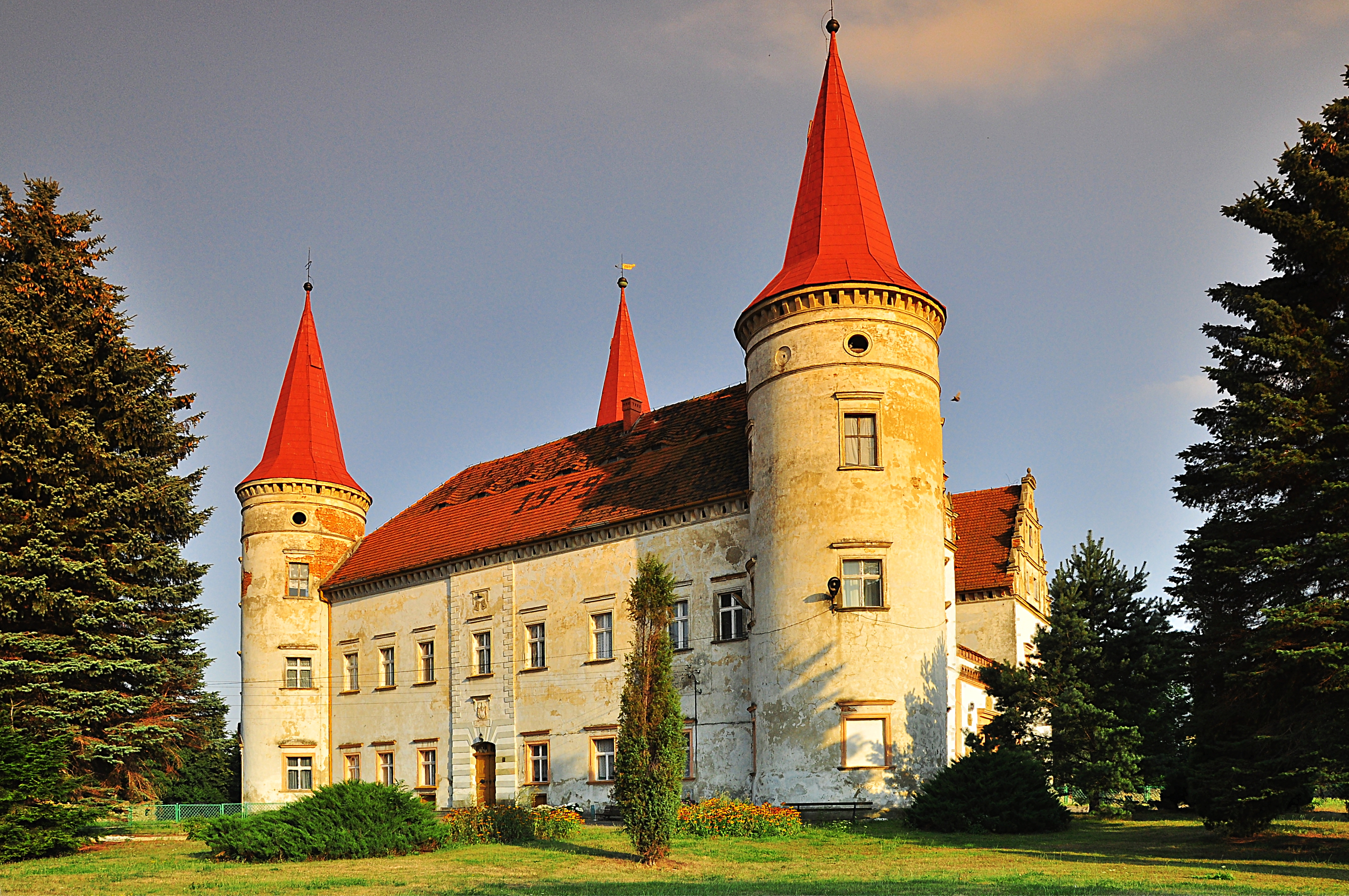

## Herby właścicieli
Na bramie i ścianach zamku znajduje się kilka herbów szlacheckich:
- po lewej stronie bramy głównej herby rodzin von: Strachwitz (L) i Praschma (P)[5].
- po prawej stronie bramy głównej herby von: Wahlstatt (L) i Lobkowitz (P)[6].
- na elewacji wieży północno-wschodniej w trójkątnym frontonie herb von Salis[7]

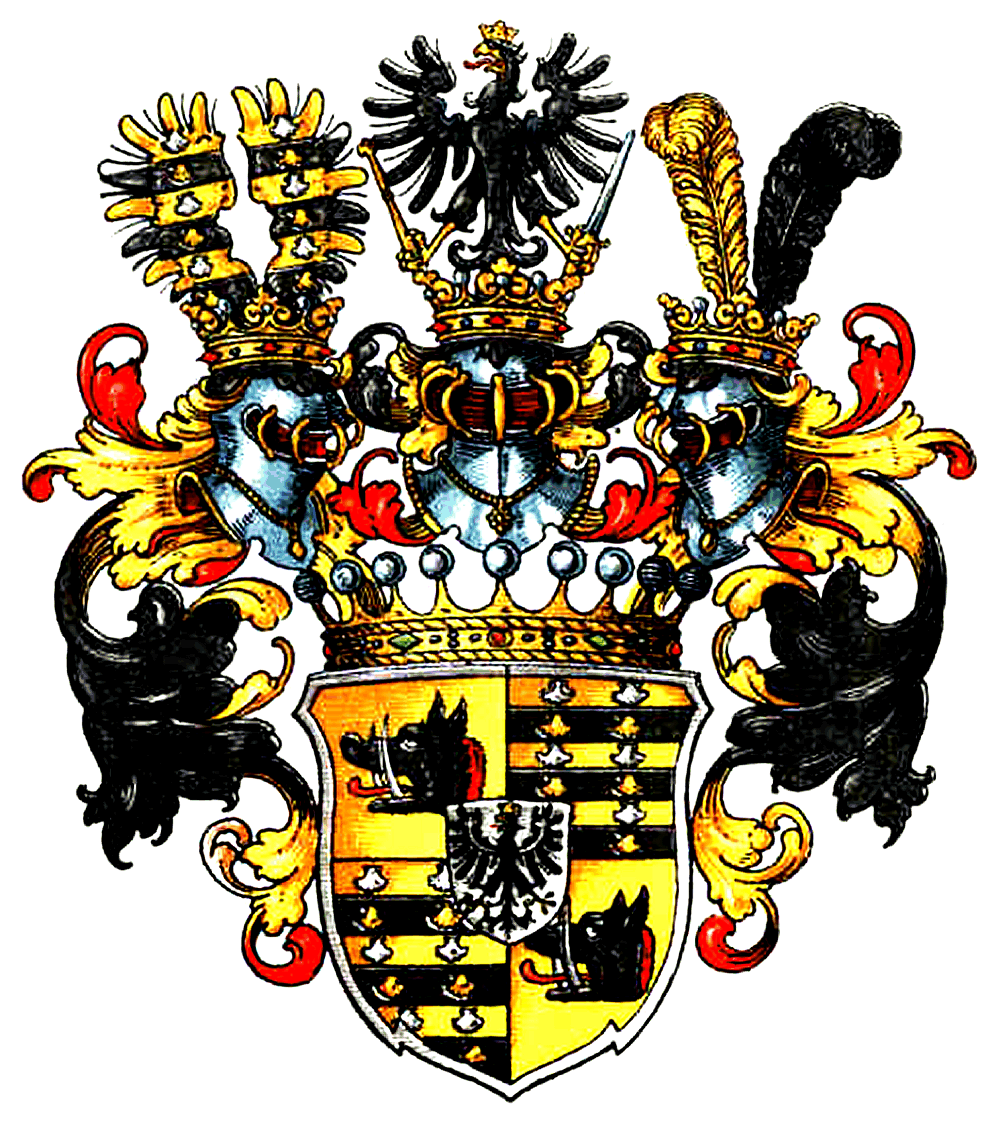
na ścianie przy wieży północno-wschodniej znajduje się ryzalit z herbami[8] nad wejściem von Wittenburg, natomiast powyżej, nad oknem pierwszego piętra, von: Strachwitz (L) i Praschma (P).  - Herby v. Strachwitz, właścicieli (1820-1945)
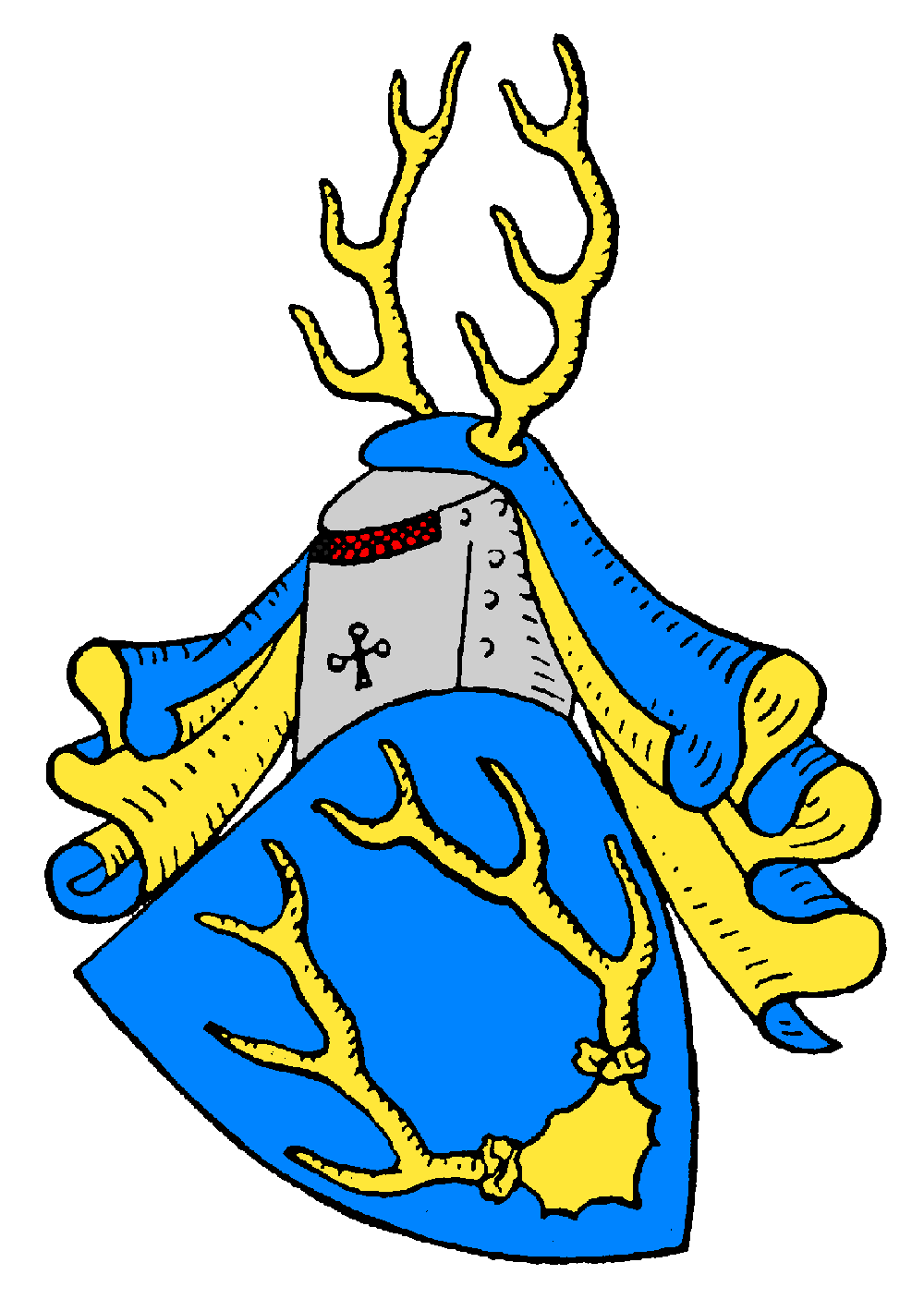
Herb von Praschma
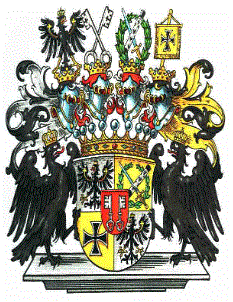
Herb von Wahlstatt
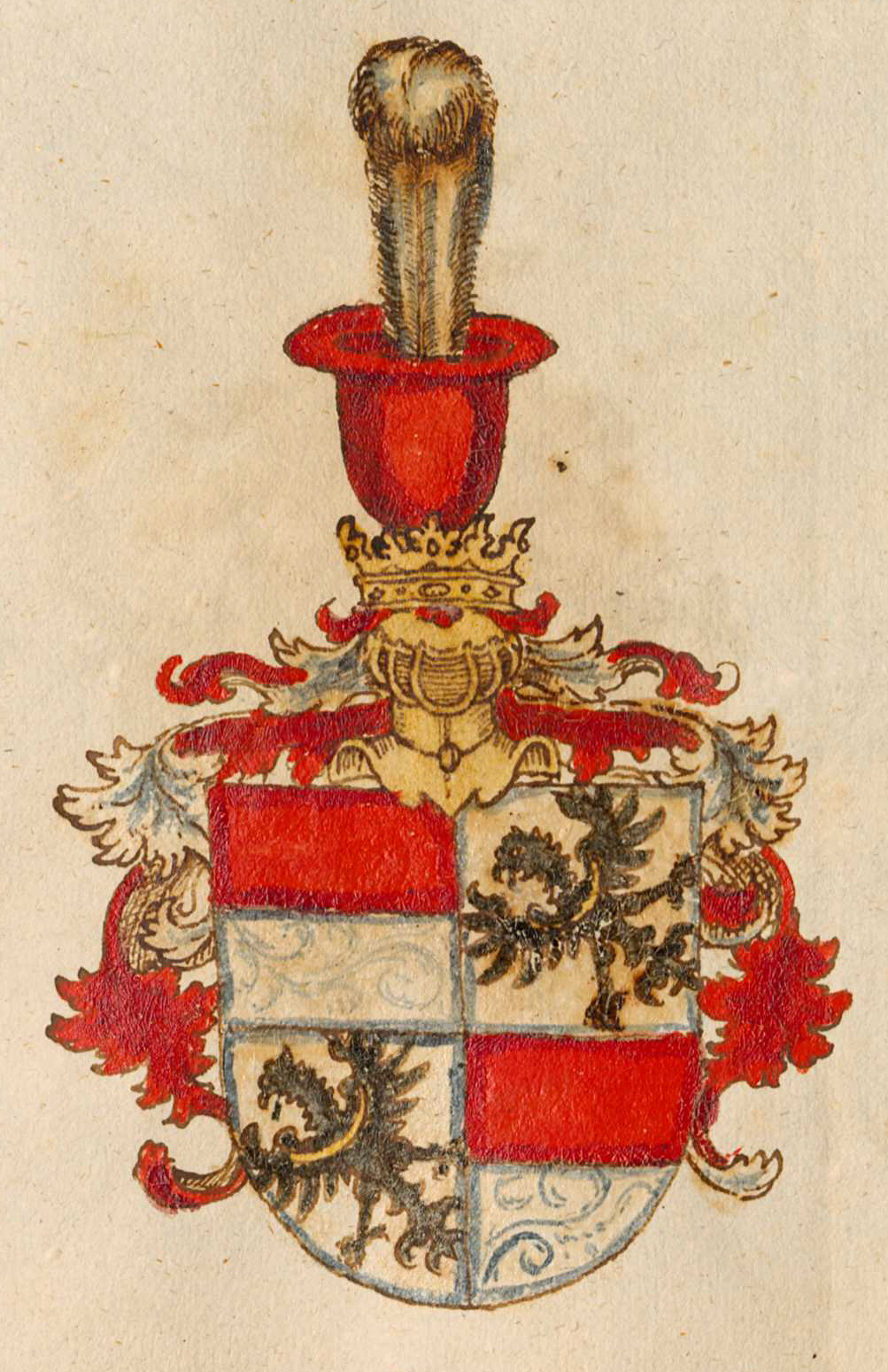
Herb von Lobkowitz, na bramie pole serca
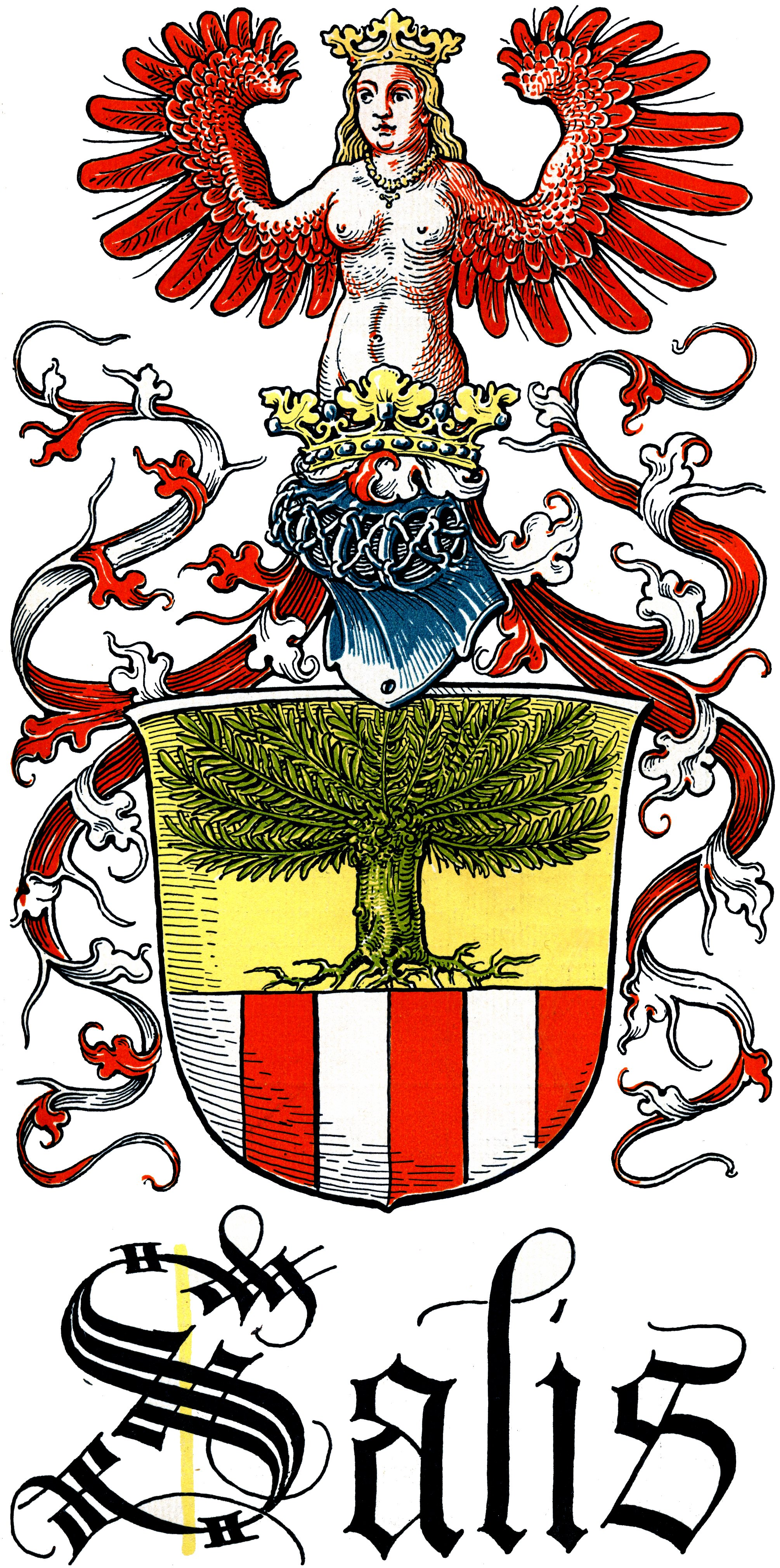
Herb von Salis
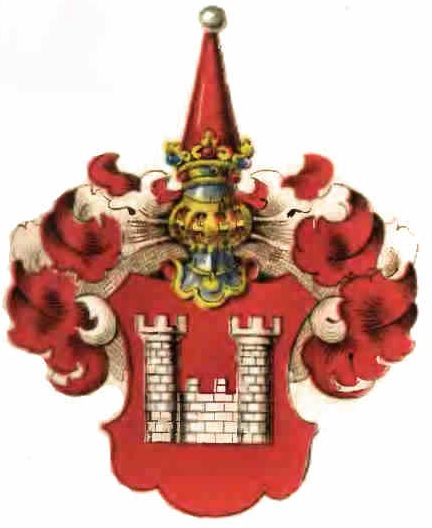
Herb von Wittenburg
  - Herb von Praschma
  - Herb von Wahlstatt
  - Herb von Lobkowitz, na bramie pole serca
  - Herb von Salis
  - Herb von Wittenburg